# José Rafael Balmaceda Fernández
José Rafael Balmaceda Fernández (Renca, 23 augustus 1850 - Santiago, 27 augustus 1911) was een Chileens politicus.
Hij was de zoon van Manuel José Balmaceda Ballesteros (1803-1869) en van Encarnación Fernández Salas en de jongere broer van José Manuel Balmaceda Fernández (1840-1891), die van 1886 tot 1891 president van Chili was. José Rafael Balmaceda bezocht het Instituto Nacional en studeerde politieke wetenschappen aan de Katholieke Universiteit Leuven. Hij promoveerde in 1874.
Balmaceda was lid van de Kamer van Afgevaardigden (1888-1891) en bleef gedurende de Chileense Burgeroorlog (1891) trouw aan zijn oudere broer, de president. Het opstandelingenleger doorzocht zijn woning en hij werd uit Chili verbannen. Hij vestigde zich in Buenos Aires, Argentinië. Vanuit zijn ballingsoord schreef hij diverse politieke pamfletten waarin hij het beleid van wijlen zijn broer verdedigde en stelling nam tegen het nieuwe bewind in Santiago.
Na zijn terugkeer in Chili was hij nauw betrokken bij de oprichting van de Partido Liberal Democrático (Liberaal-Democratische Partij), de thuishaven voor vroegere aanhangers van president Balmaceda. Hij was opnieuw lid van de Kamer van Afgevaardigden (1894-1900) en zat in de commissie voor Onderwijs en Welzijn en later in die van Binnenlandse Zaken. President Germán Riesco benoemde hem in 1901 tot minister van Justitie en Onderwijs (tot 1902). In 1905 was hij enige maanden minister van Binnenlandse Zaken. Van 1908 tot 1909 was hij minister van Buitenlandse Zaken en Kolonisatie onder president Pedro Montt.
Hij was getrouwd met Ana Bello Codesido - zus van Emilio Bello Codesido - en had zeven kinderen. Een van hen, Ernesto (1887-1906), was als diplomaat verbonden aan het Chileense gezantschap in Brussel, waar hij op 24 februari 1906 werd doodgeschoten door Carlos Waddington, zoon van de Chileense gezant, nadat hij diens zuster had geschaakt en weigerde om met haar te trouwen.